# Ferdinando Miniussi
Ferdinando Miniussi (Cervignano del Friuli, 11 settembre 1940 – Cervignano del Friuli, 13 settembre 2001) è stato un calciatore italiano, di ruolo portiere.

## Carriera
Giocò tra il 1965 e il 1969 nell'Inter, dove fu la riserva di Giuliano Sarti prima, e di Sergio Girardi poi. Vinse lo scudetto nella stagione 1965-66, durante la quale collezionò tre presenze. Fisicamente molto alto, ebbe una carriera inferiore alle sue potenzialità. L'ultima partita giocata con l'Inter (11 maggio 1969, Verona-Inter 2-3), segnò la sua definitiva uscita di scena dal grande calcio.
Lasciata Milano, Miniussi approdò all'Udinese, in Serie C, e poi all'Avellino, con la cui maglia vinse da titolare (riserva era Marcello Violo, ex Massese) uno splendido campionato che portò gli irpini in B tra i cadetti. Nonostante le prestazioni positive, l'anno successivo venne ceduto al Barletta, sempre in C.
La sua morte è avvenuta nel 2001 a causa di una cirrosi epatica sviluppatasi da epatite C.

## Palmarès

### Club

#### Competizioni nazionali
- Campionato italiano: 1

Inter: 1965-1966
- Serie C: 1

Triestina: 1961-1962
Avellino: 1972-1973